# Obereggen
Obereggen (Italiaans: Sopra Ega) is een dorp in de Italiaanse provincie Zuid-Tirol, gemeente Deutschnofen. De naam van Obereggen betekent "boven Eggen"; ongeveer 500 meter lager in het dal onder het dorp ligt de plaats Eggen (Ega). Obereggen telt 900 inwoners, die voornamelijk Duits spreken. Tot Obereggen behoort ook de wijk Sankt Florian en het gehucht Zapf.

## Toerisme
Obereggen lokt toeristen met een viertal hotels. Er zijn twee kabelbanen en een skilift. Een van deze kabelbanen brengt mensen naar een hoogte van 2100 m. De nederzetting ligt aan de voet van de Latemar. De hoofdstraat van Obereggen is de Obereggen. Rond Obereggen is een netwerk van wandel- en mountainbikewegen. Interessant is de naam "Obereggen". De term egg komt in dit gebied veel voor: het betekent "water". Afgeleid van het Latijnse aqua.

## Geografie
De Obereggen stroomt voorbij Obereggen. Obereggen ligt op een hoogte die varieert tussen 1200 en 2500 meter, maar het eigenlijke Obereggen, als je San Floriano, Zapf en de berghutten niet meerekent, ligt op zo'n 1535 meter. Obereggen ligt in het Eggental (Val d'Ega). Obereggen ligt op zo'n twee kilometer van de grens met de provincie Trente (Trentino), die zich in het zuiden bevindt. De Latemar, een bekende bergtop, ligt tussen Obereggen en de grens.
Fraktionen: Deutschnofen · Petersberg · Sankt Nikolaus

Andere dorpen: Birchabruck · Eggen · Obereggen · Rauth · Schwarzenbach